# Atropacarus bichei
Atropacarus bichei är en kvalsterart som beskrevs av Wojciech Niedbała 1986. Atropacarus bichei ingår i släktet Atropacarus och familjen Phthiracaridae. Inga underarter finns listade.